# 法律及司法培訓中心
法律及司法培訓中心（葡文縮寫：CFJJ）是澳門特別行政區的政府部門，於2001年4月2日成立，由行政法務司監督，負責提供司法及法律領域的專業培訓。由一名主任領導及由一名副主任輔助。

## 組織法例
- 第25/2023號行政法規（2023年7月17日《澳門特別行政區公報》）法律及司法培訓中心的組織及運作。

## 職責
一、舉辦下列人員的專業培訓，包括入職、晉升及進修培訓：
- 法院司法官及檢察院司法官；
- 登記官及公共公證員；
- 私人公證員；
- 司法輔助人員；
- 登記局及公證署人員；

為公共行政當局的其他工作人員舉辦法律領域的培訓活動；
開展司法及法律領域的研究，以及舉辦該領域的研討會、會議或活動。
二、應澳門律師公會的請求，中心亦可與其合作舉辦為律師及實習律師而設的培訓活動。
三、根據與澳門特別行政區或以外地方的公共或私人實體訂立的協議或議定書，中心可與有關實體合作舉辦第一款所指的培訓活動，以及為澳門特別行政區以外地方的公務人員、司法官及法律工作者舉辦司法及法律領域的培訓活動。